# Herb gminy Pęczniew
Herb gminy Pęczniew – symbol gminy Pęczniew.

## Wygląd i symbolika
Herb przedstawia na tarczy w polu błękitnym rybę, czerwoną łódkę z białymi żaglami i trzy żółte kłosy zboża. Jest to nawiązanie do walorów turystycznych gminy i położenia nad zbiornikiem Jeziorsko. 